# Xielüe
Die Kleine Krabbenkunde (chinesisch 蟹略, Pinyin Xielüe) von Gao Sisun (高似孙) aus dem heutigen Ningbo, Provinz Zhejiang, in China, ist eine der berühmtesten chinesischen Krabben-Monographien und wurde ca. 1180 in der Zeit der Song-Dynastie verfasst.
Das Werk umfasst vier Bände (juan) und ist in zwölf Kategorien (men) unterteilt.
Insgesamt werden darin über dreißig verschiedene Krabbenrezepte behandelt und verschiedene Kocharten und Zubereitungsmethoden beschrieben. Außerdem liefert es Zitate über Krabben sowie Textbeispiele aus verschiedenen literarischen Quellen.
Es ist eine wichtige Quelle für die Geschichte der chinesischen Ess- und Trinkkultur.

## Ausgaben
Das Werk ist unter anderem im Shuofu (说郛), einer ursprünglich gegen Ende der Yuan-Dynastie von Tao Zongyi zusammengestellten umfangreichen Buchreihe von Pinselnotizen (biji), sowie in der Sammlung Siku quanshu (四库全书) (Vollständige Schriften der Vier Archive) der Qianlong-Ära enthalten.